# Canton (contea di Bradford)
Canton  è una borough degli Stati Uniti d'America, nella contea di Bradford nello Stato della Pennsylvania. Secondo il censimento del 2000 la popolazione è di 1.807 abitanti.

## Società

### Evoluzione demografica
La composizione etnica vede una maggioranza di quella bianca (98,67%), seguita dagli afroamericani (0,33%) dati del 2000.
| borough di Canton Popolazione |       |
| 2000                          | 1.807 |
| Stima al 2009                 | 1.684 |